# Döda fallen

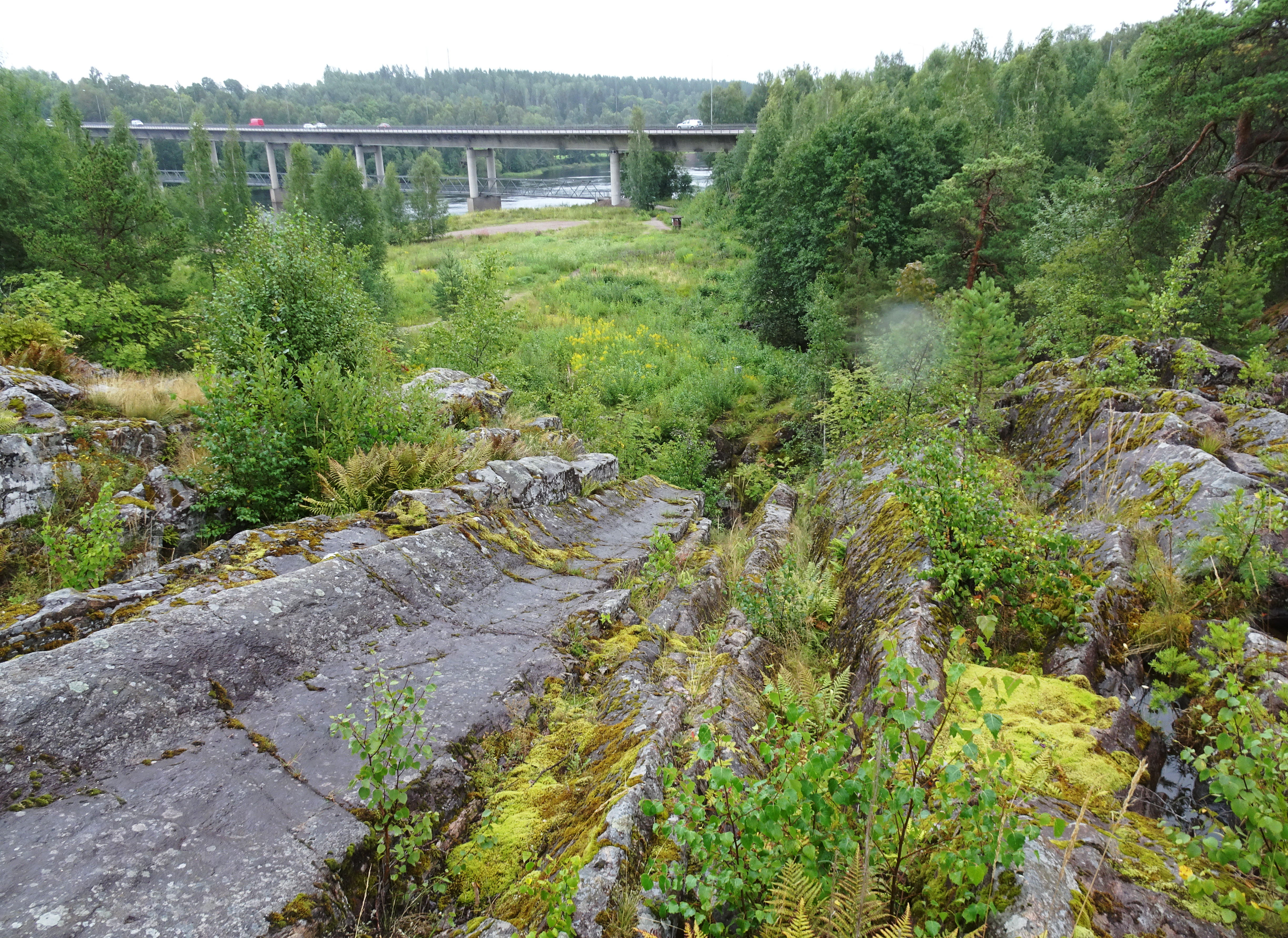
Döda Fallen. I bakgrunden syns Åsbobron, augusti 2016.

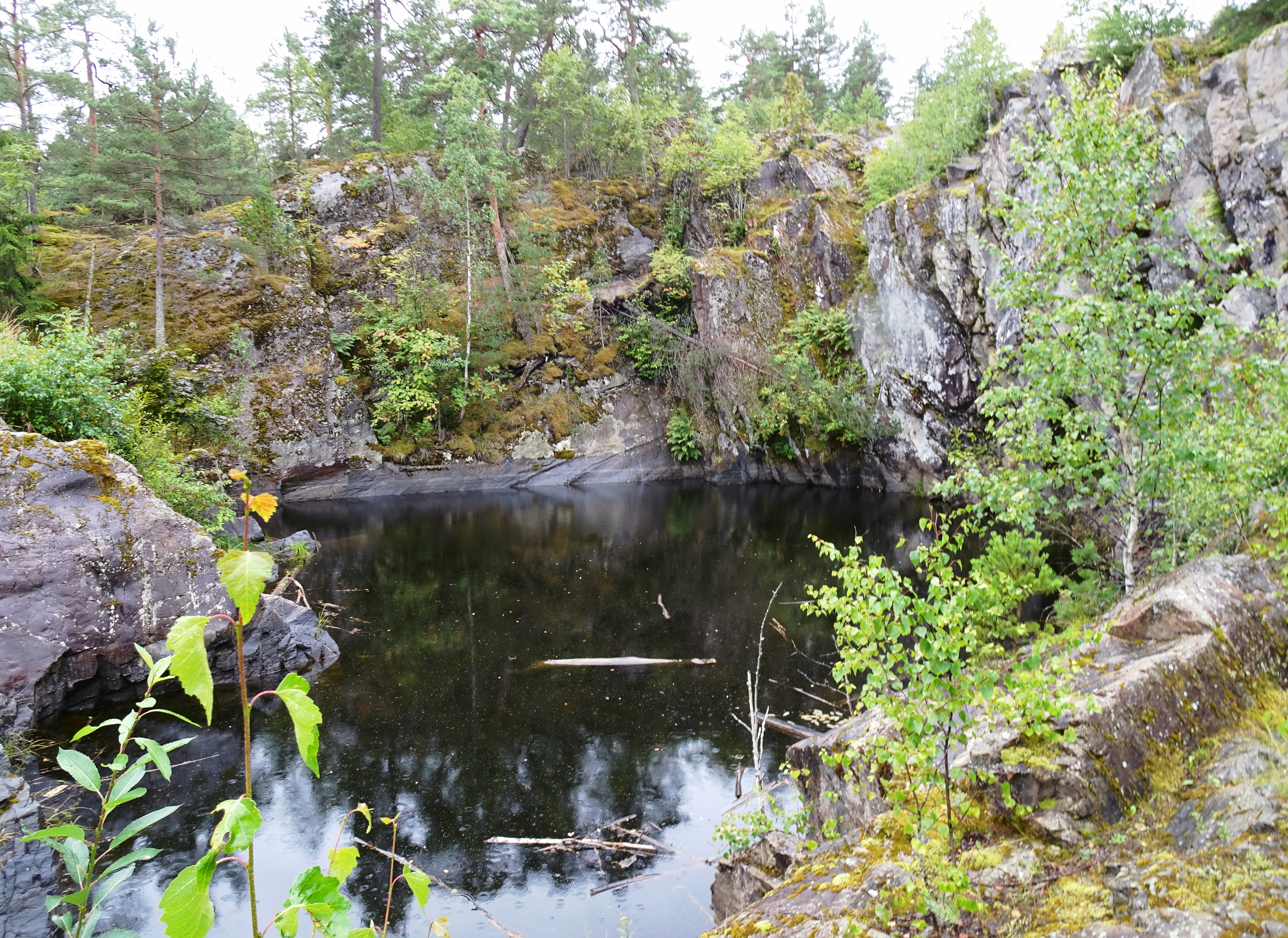
Döda Fallen, vattenfyllda delar.

Döda fallen är några för cirka 7 000 år sedan torrlagda vattenfall vid Dalälven, belägna nära Åsbobron i centrala Avesta, Avesta kommun, Dalarnas län.

## Historik
Föregångaren till dagens Dalälven var en kraftig isälv, som bildades i slutfasen av den senaste istiden som berörde stora delar av norra Europa. För ungefär 9 700 år sedan fanns inlandsisens isrand i höjd med nuvarande Avesta och flyttade sig några hundra meter norrut för varje år. För 8 200 år sedan hade dessutom den av inlandsisen nedpressade jordskorpan höjt sig så att de högre delarna av Avestatrakten kom att ligga ovanför havets (nuvarande Östersjön) yta. Genom ett smalt sund sträckte sig en havsvik upp mot och förbi nuvarande Hedemora. 
För 7 800 år sedan hade landet höjt sig ytterligare och havet hade dragit sig tillbaka till dagens Krylbotrakten. I takt med den fortskridande postglaciala landhöjningen bildades i nuvarande Avesta ett till sist omkring 15 meter högt vattenfall som kom att kallas Stora och Lilla Helvetet samt Södra Helvetet.
För omkring 7 000 år sedan kollapsade vattenfallen, troligen i samband med en stor vårflod när älvens vattenmassor sökte sig en ny, något rakare väg, norr om nuvarande Getklacken. Geologerna tror att skeendet dröjde kanske mindre än en timme. Genom att Döda Fallen hade torrlagts fick även älven nedanför dem ett nytt, rakare lopp. Vid extrem hög vårflod rinner ännu vatten fram i den fåra som älven hade för över 8 000 år sedan. Området är tillgängligt för allmänheten via promenadstigar, träbryggor och trappor.